# 히스이쿄 신호장
히스이쿄 신호장(일본어: 飛水峡信号場)은 일본 기후현 가모 군 히치소정에 있는 도카이 여객철도 다카야마 본선의 신호장이다.

## 구조
가미아소역보다 시라카와구치역 방향으로 약 2.7km에 있는 2개 선의 신호장이다.
양쪽 포인트를 사용했던 일반적인 신호장이기 때문에, 포인트 통과 시에는 속도제한을 받는다.

## 주변
산간부이다. 히다 강가를 따라 계곡이 있어, 대안에는 국도 제41호선을 지난다.

## 역사
- 1968년 9월 25일 : 국철에 의해 개업.
- 1987년 4월 1일 : 민영화에 따라, JR 도카이가 승계.

## 인접 정차역
| 도카이 여객철도 다카야마 본선 | 도카이 여객철도 다카야마 본선 | 도카이 여객철도 다카야마 본선       |
| ----------------------------- | ----------------------------- | ----------------------------------- |
| 가미아소 기후 방면            | ■ 다카야마 본선               | 시라카와구치 다카야마·이노타니 방면 |